# Lanträntmästare
Lanträntmästare var titeln för en tjänsteman anställd vid svenska länsstyrelser. 
Lanträntmästaren var den tjänsteman, en i varje län, som i lantränteriet mottog och utlämnade pengar, stämpelpapper och depositioner samt årligen avgav en del rapporter och sammandrag. År 1908 beslöts att lanträntmästartjänsterna skulle dras in.